# Thomas Biagi
Thomas Biagi (ur. 7 maja 1976 roku w Bolonii) – włoski kierowca wyścigowy.

## Kariera
Biagi rozpoczął karierę w wyścigach samochodowych w 1993 roku od startów w Europejskiej Formule Boxer. Został tam sklasyfikowany na szóstej pozycji w klasyfikacji generalnej. W późniejszych latach pojawiał się także w stawce Masters of Formula 3, Grand Prix Makau, Włoskiej Formuły 3, Formuły 3000, Grand Prix Monako Fomuły 3, Włoskiej Formuły 3000, Europejskiej Formuły 3000, FIA GT Championship, Porsche Supercup, 24-godzinnego wyścigu Le Mans, American Le Mans Series, Le Mans Endurance Series, Bomboogie GT Challenge, Grand American Rolex Series, Le Mans Series, Speedcar Series, Superstars International Series, Superstars Championship Italy, Italian GT Championship oraz Blancpain Endurance Series.
W Formule 3000 Włoch startował w latach 1995-1999. Podczas gdy w pierwszym sezonie nie był klasyfikowany, rok później uzbierał cztery punkty. Dało mu to dwunaste miejsce w klasyfikacji generalnej. Po kolejnym sezonie bez punktów, w sezonie 1998 w ciągu ośmiu wyścigów, w których wystartował, zdobył trzy punkty. Został sklasyfikowany na piętnastej pozycji w końcowej klasyfikacji kierowców. W ostatnim swoim sezonie startów nie zakwalifikował się do żadnego wyścigu.
W 1995 roku Biagi pełnił funkcję kierowcy testowego zespołu Minardi w Formule 1. Zespół ten zatrudnił go również w tej roli w sezonie 2005.